# Бот (судно)

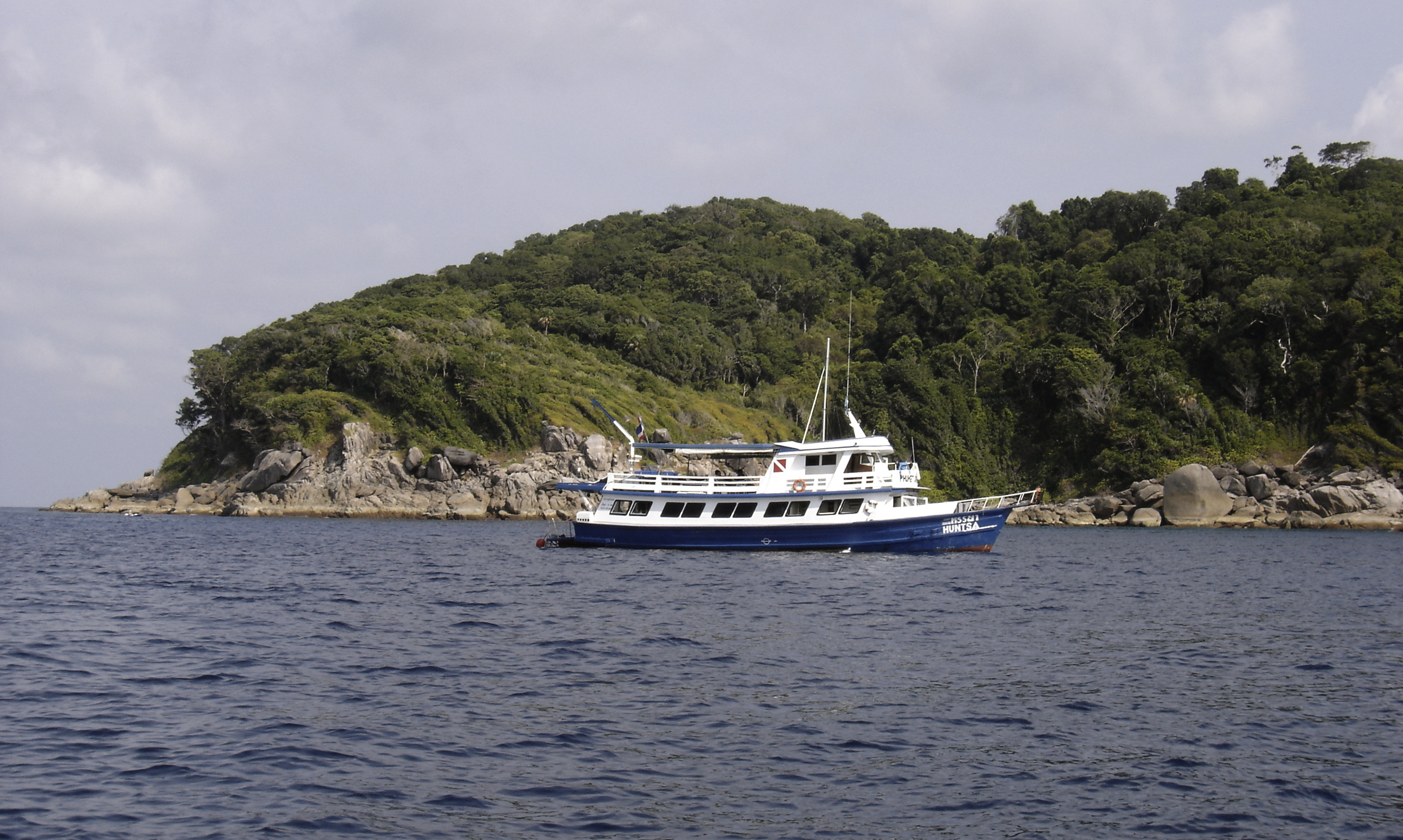
Дайв-бот біля Сіміланських островів, Таїланд.

Бот (від нід. boot — «човен») — у добу парусного флоту будь-яке невелике однощоглове судно водотоннажністю до 60 т, озброєне 6—8 гарматами малого калібру й служило для перевезення значних вантажів. Боти бували палубними для морських плавань або безпалубні для прибережного. У добу парового флоту під ботом розуміють невелике парусне, гребно-вітрильне або моторне судно водотоннажністюм до 15 тонн, призначене для вантажоперевезень або інших цілей.
Боти розрізняють, за типом двигуна (гребні, гребно-вітрильні, вітрильні й моторні) і за застосуванням (лоцманські, промислові, водолазні, рятувальні, десантні та інші боти).
- Лоцманський бот — бот, що використовується для чергування лоцманів і проводки суден, а також для передачі лоцмана «з борту на борт». Обладнується змінним трапом (за типом водолазного трапу) і пошуковим прожектором.
- Водолазний бот — моторний бот для забезпечення водолазних робіт у межах акваторії порту. Має помпи для подачі повітря водолазам, трапи для їхнього спуску та інше водолазне обладнання.
- Дайв-бот — моторний бот, що використовується для транспортування аквалангістів до місця занурення, для рекреаційного дайвінгу.
- Десантний бот — моторний бот, що використовується для доставки з військових кораблів до берега морського десанту.
- Швертбот — вітрильна яхта з легким підйомним кілем — швертом.